# 蔵王パーキングエリア
蔵王パーキングエリア（ざおうパーキングエリア）は、宮城県刈田郡蔵王町宮にある、東北自動車道のパーキングエリア。
東北自動車道の宮城県内において、最も南に位置するパーキングエリアである。

## 施設

### 上り線（福島・宇都宮方面）
- 駐車場[1]
  - 大型 7台
  - 小型 13台
  - 身障者用
    - 小型 1台
- トイレ[1]
  - 男性 大2（和式0室・洋式2室）・小5
    - オストメイト対応設備が設置されている[2]。

  - 女性 5（和式1室・洋式4室）
    - オストメイト対応設備が設置されている[2]。
    - 同伴の男児用 1

  - 身障者用 1
- 自動販売機

### 下り線（仙台・盛岡方面）
- 駐車場[3]
  - 大型 9台
  - 小型 15台
  - 身障者用
    - 小型 1台
- トイレ[3]
  - 男性 大2（和式0室・洋式2室）・小5
    - オストメイト対応設備が設置されている[2]。

  - 女性 5（和式1室・洋式4室）
    - オストメイト対応設備が設置されている[2]。
    - 同伴の男児用 1

  - 身障者用 1
- 自動販売機

## 隣
E4 東北自動車道
(24)白石IC - 蔵王PA - (25)村田IC